# Сиривко Людмила Олександрівна
Людмила Олександрівна Сиривко (нар. 1 вересня 1954, смт Гримайлів, Тернопільська область) — українська журналістка, редакторка. Членкиня Національної спілки журналістів України. Заслужений журналіст України (2020).

## Життєпис
Людмила Сиривко народилася 1 вересня 1954 року в смт Гримайлові, нині Гримайлівської громади Чортківського району Тернопільської области України.
Друкуватися в районній газеті почала навчаючись в школі.
Закінчила факультет журналістики Львівського університету (1978). Від 1973 року в редакції підволочиської районної газети «Гомін волі», де працювала відповідальною секретаркою та редакторкою.

## Нагороди
- заслужений журналіст України (6 березня 2020) — за значний особистий внесок у соціально-економічний, науково-технічний, культурно-освітній розвиток Української держави, зразкове виконання службового обов'язку та багаторічну сумлінну працю[2].